# Конавляне

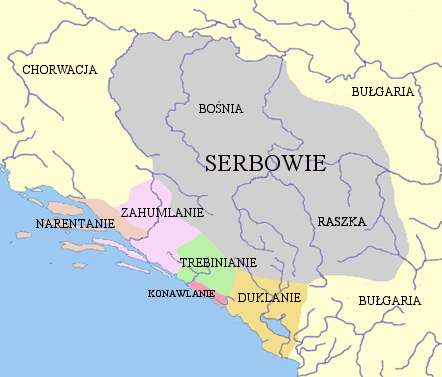
Сербские племена в VII—IX веках

Сербские протогосударственные образования в IX веке и западная граница Первого Болгарского царства в кон. X века

Конавляне (серб. Конављани) — небольшое славянское племя, которое в середине VII века обосновалось на побережье Далмации. Их соседями с севера были тревуняне, а с запада — захумляне.
Они были самым маленьким из прибрежных племен и никогда не играли заметной политической роли. В VII и VIII веках были скреплены[что?] с соседними племенами в большим сербским племенным союзом.
По мере стабилизации ситуации на Балканах, отношения славянских племен в VIII века начали рушиться. Трудно сказать, когда именно конавляне вновь обрели независимость. Различные сербские племена начали в то время организоваться в независимые государства, но конавляне не сумели поступить также ввиду их малой численности.